# Stor-Öratjärnen (Indals socken, Medelpad)
Stor-Öratjärnen är en sjö i Sundsvalls kommun i Medelpad och ingår i Indalsälvens huvudavrinningsområde.